# 2014 en Somalie
Chronologie de l'Afrique
2012 en Somalie - 2013 en Somalie - 2014 en Somalie - 2015 en Somalie - 2016 en Somalie
2012 par pays en Afrique - 2013 par pays en Afrique - 2014 par pays en Afrique - 2015 par pays en Afrique - 2016 par pays en Afrique

## Événements
- Mercredi 1er janvier - Onze personnes sont tuées lors des attentats à la bombe à l'extérieur d'un hôtel de Mogadiscio, la capitale du pays[1],[2].